# Pangasianodon
Pangasianodon (Пангасіанодон) — рід риб родини Акулячі соми ряду сомоподібні. Має 2 види. Наукова назва походить від в'єтнамського слова pangas, тобто «риба», та odous — «зуби».

## Опис
Загальна довжина представників цього роду коливається від 1,3 до 3 м при максимальній вазі 350 кг. Голова порівняно невелика. Очі розташовані трохи вище основної лінії риб. Ніздрі розташовано близько одна від одної. Вусики доволі короткі або майже повністю відсутні. Зуби дрібні або практично відсутні. Зяброві тичинки рудиментарні або повністю відсутні. Тулуб масивний, сплощений з боків. Скелет складається з 48 хребців. Плавальний міхур має 1 задню камеру. Спинний плавець помірного розміру, має 6 або 8 м'яких розгалужених променів та 2 жорстких променя. Грудні та черевні плавці невеличкі. Жировий плавець крихітний. Анальний плавець доволі довгий, складається з 35 м'яких променів. Хвостовий плавець сильно розрізано.
Забарвлення сріблясте або світло-сіре, у молодих особин — чорно смуга проходить бічною лінією. Плавці сірого або чорного кольору

## Спосіб життя
Це бентопелагічні риби. Воліють до прісної води. Зустрічаються у великих та середніх річках. Здійснюють міграції. Можуть утворювати групи у 5 або більше особин. Активні переважно у присмерку. Живляться водоростями, детритом, рідше водними безхребетними і рибою.
Є об'єктами промислового рибальства. Втім внаслідок значного вилову міжнародна торгівля P. gigas заборонена.

## Розповсюдження
Мешкають у басейні річок Меконг і Чаопхрая.

## Види
- Pangasianodon gigas
- Pangasianodon hypophthalmus